# Mouez Port-Rhu
Mouez Port-Rhu est un groupe de chants de marins de Douarnenez rattaché à l'ensemble choral Mor Gan.

## Discographie
- 2020 : Embardées océanes (En live)
- 2015 : force 9. Dans le sillage des chants de marins
- 2012 : 20 ans de chants de marins
- 2009 : Bro Gozh Ma Zadou (single)
- 2009 : Le Kouign Amann (single)[1]
- 2008 : Mouez Port Rhu chante Douarnenez (single)
- 2008 : Les hommes et la mer
- 2006 : Chante la mer et les sauveteurs
- 2004 : La mer en Bretagne
- 2001 : Légendes marines
- 1998 : Moi, je dis que la mer